# Ichikawa Keita
Ichikawa Keita (市川恵多 Ichikawa Keita, sinh ngày 3 tháng 10 năm 1990 ở Maebashi) là một cầu thủ bóng đá người Nhật Bản thi đấu cho Thespakusatsu Gunma.

## Thống kê câu lạc bộ
Cập nhật đến ngày 23 tháng 2 năm 2017.
| Thành tích câu lạc bộ | Thành tích câu lạc bộ | Thành tích câu lạc bộ | Giải vô địch | Giải vô địch | Cúp                   | Cúp                   | Tổng cộng | Tổng cộng |
| Mùa giải              | Câu lạc bộ            | Giải vô địch          | Số trận      | Bàn thắng    | Số trận               | Bàn thắng             | Số trận   | Bàn thắng |
| Nhật Bản              | Nhật Bản              | Nhật Bản              | Giải vô địch | Giải vô địch | Cúp Hoàng đế Nhật Bản | Cúp Hoàng đế Nhật Bản | Tổng cộng | Tổng cộng |
| --------------------- | --------------------- | --------------------- | ------------ | ------------ | --------------------- | --------------------- | --------- | --------- |
| 2013                  | Giravanz Kitakyushu   | J2 League             | 4            | 0            | 2                     | 0                     | 6         | 0         |
| 2014                  | Giravanz Kitakyushu   | J2 League             | 4            | 0            | 0                     | 0                     | 4         | 0         |
| 2015                  | Giravanz Kitakyushu   | J2 League             | 5            | 0            | 1                     | 0                     | 6         | 0         |
| 2016                  | Giravanz Kitakyushu   | J2 League             | 13           | 0            | 0                     | 0                     | 13        | 0         |
| Tổng cộng sự nghiệp   | Tổng cộng sự nghiệp   | Tổng cộng sự nghiệp   | 26           | 0            | 3                     | 0                     | 29        | 0         |